# Horatosphaga stuhlmanni
Horatosphaga stuhlmanni är en insektsart som först beskrevs av Karsch 1896.  Horatosphaga stuhlmanni ingår i släktet Horatosphaga och familjen vårtbitare. Inga underarter finns listade i Catalogue of Life.